# Malcolm Browne
Pour les articles homonymes, voir Browne.
Cet article possède un paronyme, voir Malcolm Brown.
Malcolm Browne Wilde, né le 17 avril 1931 à New York et mort le 27 août 2012 à Hanover dans le New Hampshire, est un journaliste et photographe américain.
Son œuvre la plus connue est la photographie de l'auto-immolation par le feu du moine bouddhiste vietnamien Thích Quảng Đức, qui lui vaut le World Press Photo of the Year en 1963 et le prix Pulitzer du reportage international en 1964.

## Biographie
Malcolm Browne Wilde nait le 17 avril 1931 à New York .
Browne meurt le 27 août 2012 en raison de complications causées par la maladie de Parkinson.

## Récompenses et distinctions

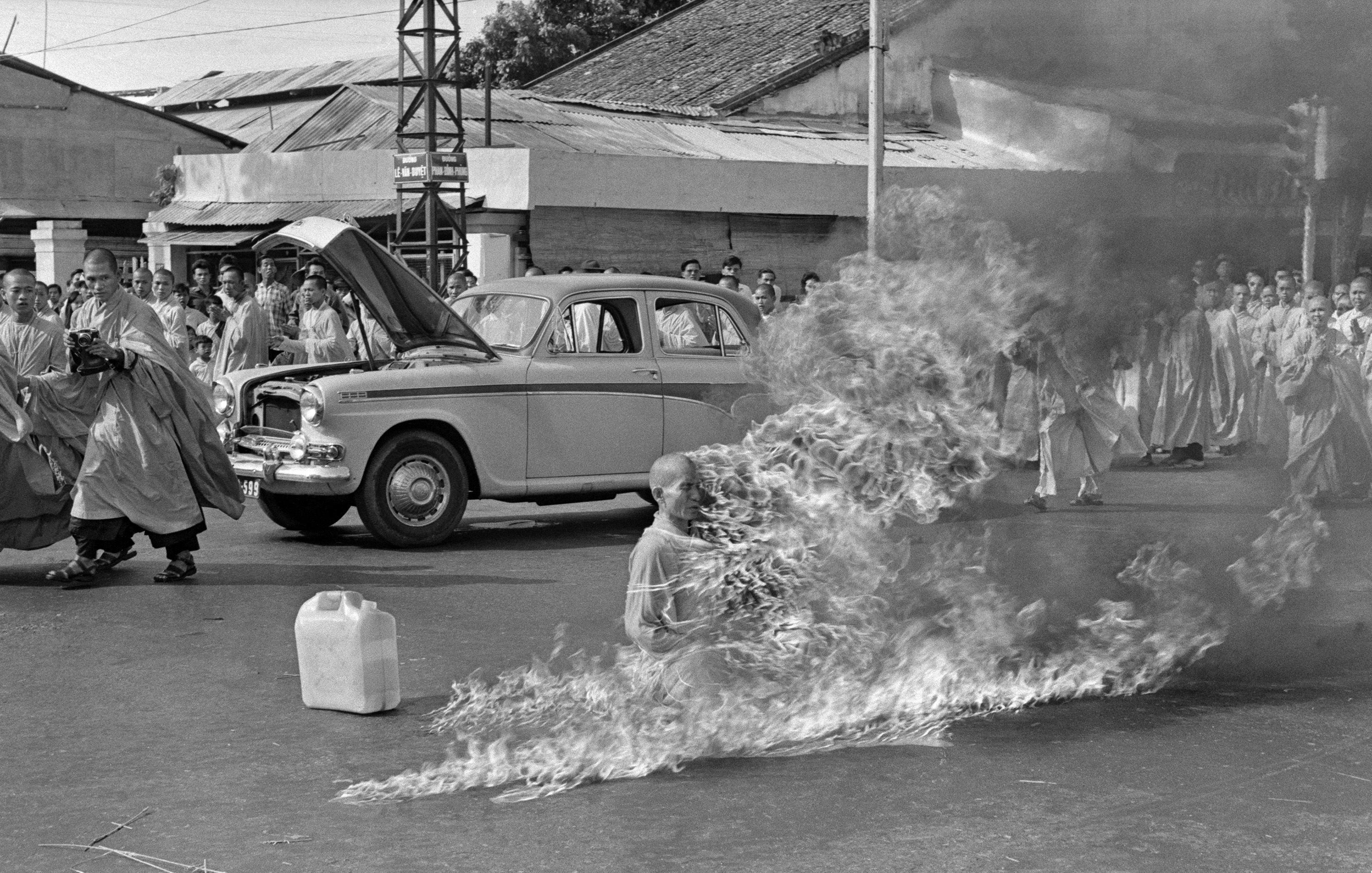
L'immolation de Thích Quảng Đức.

- 1963 : World Press Photo of the Year
- 1964 prix Pulitzer
- prix George-Polk « for courage in journalism »[2]
- Overseas Press Club Award
- 1992 : James T. Grady-James H. Stack Award for Interpreting Chemistry (en) for the Public, American Chemical Society (1992)
- 2002 : membre honoraire de Sigma Xi[3]